# Giorgio Mastino Del Rio
Giorgio Mastino Del Rio (Ballao, 3 gennaio 1899 – Roma, 15 ottobre 1969) è stato un avvocato e politico italiano.

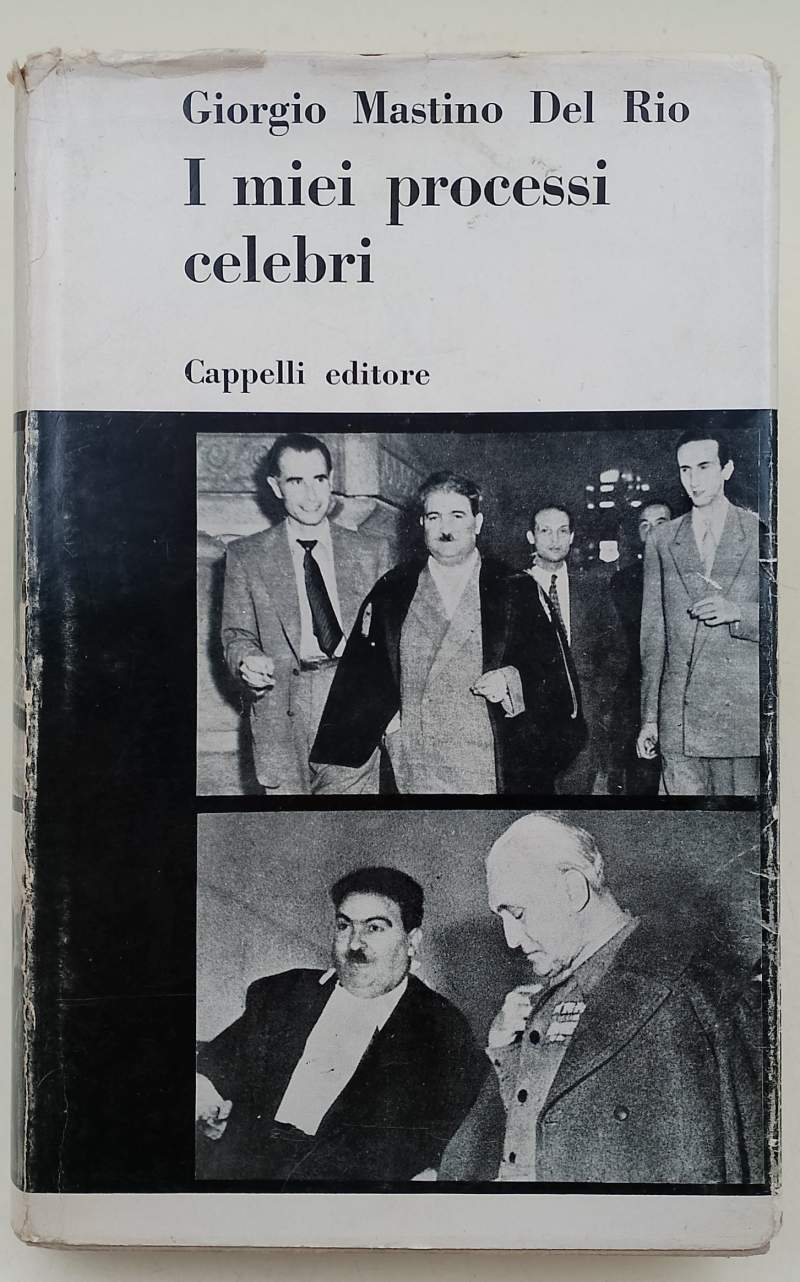
Copertina del volume I miei processi celebri

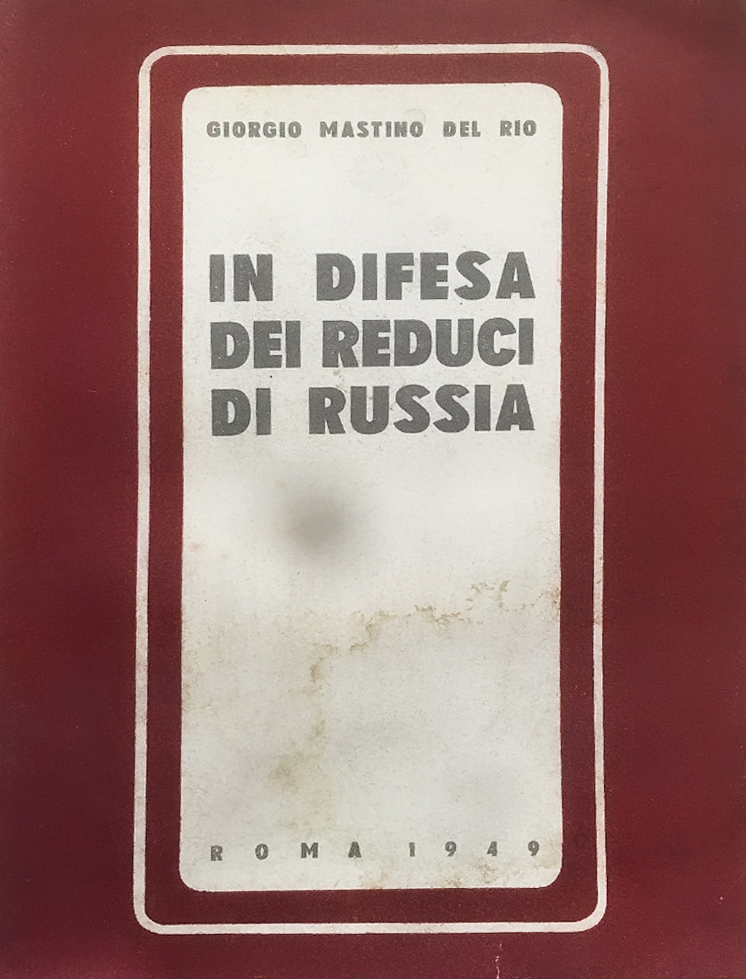

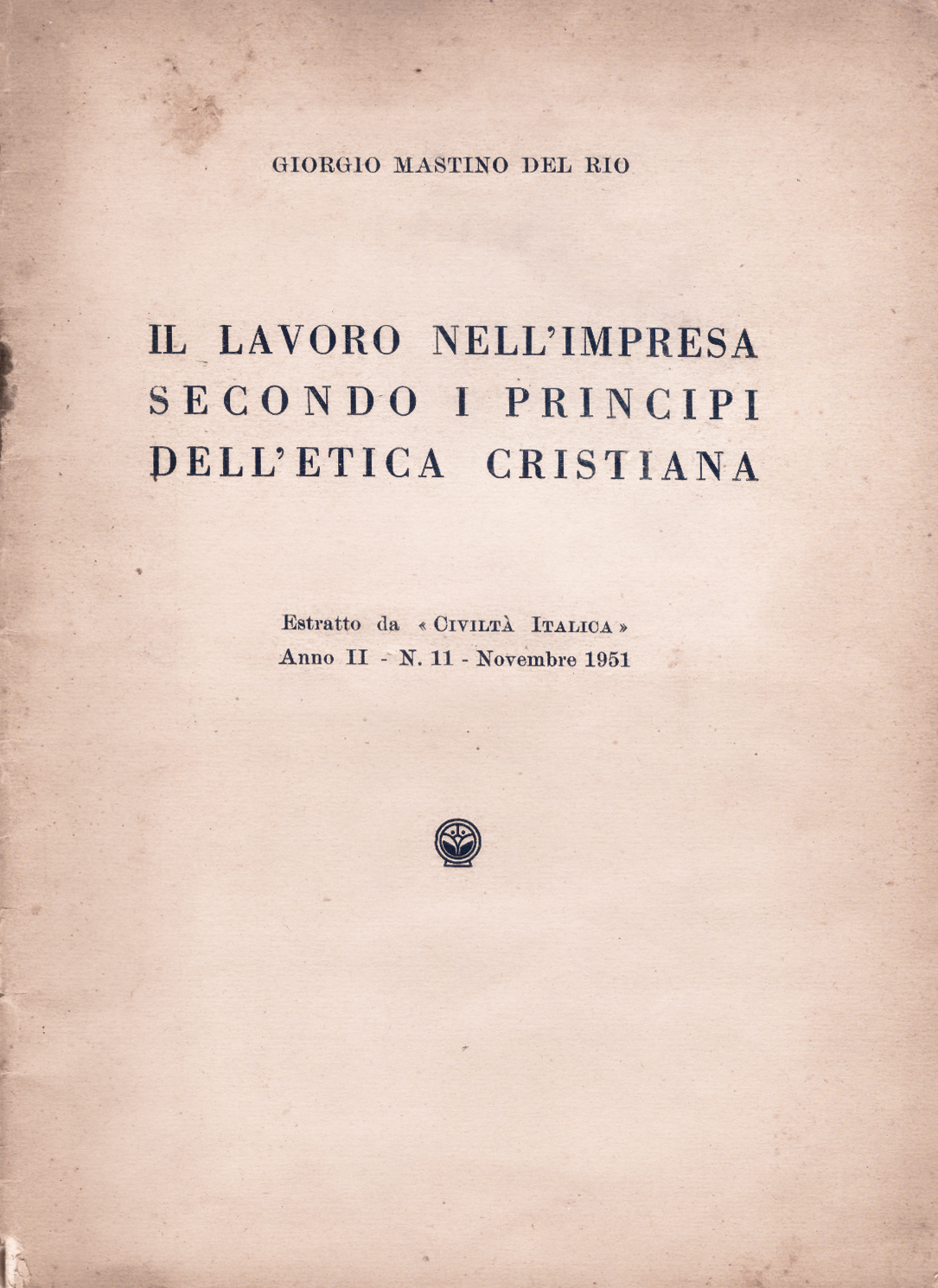
Il lavoro nell'impresa secondo i principi dell'etica cristiana

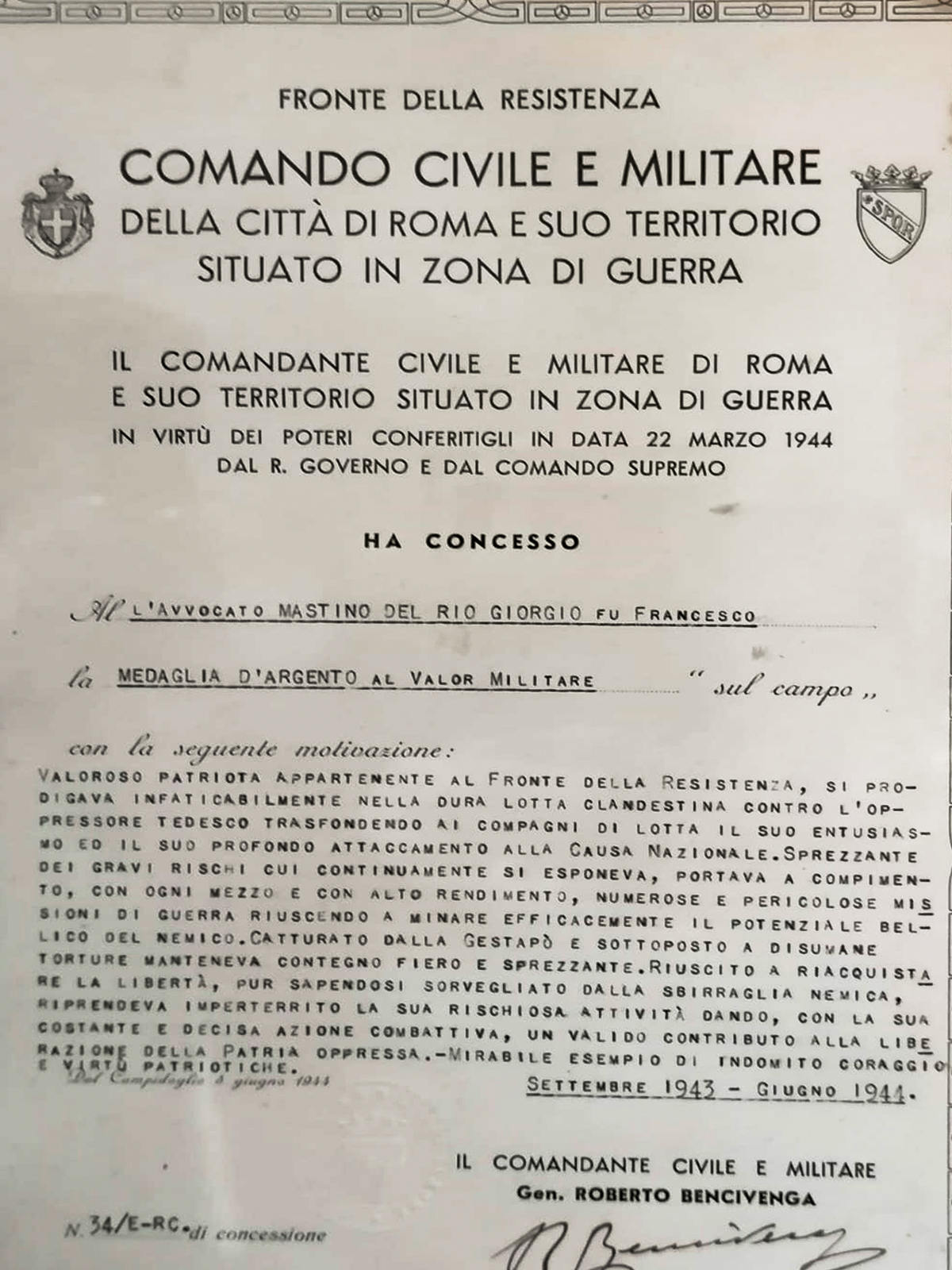

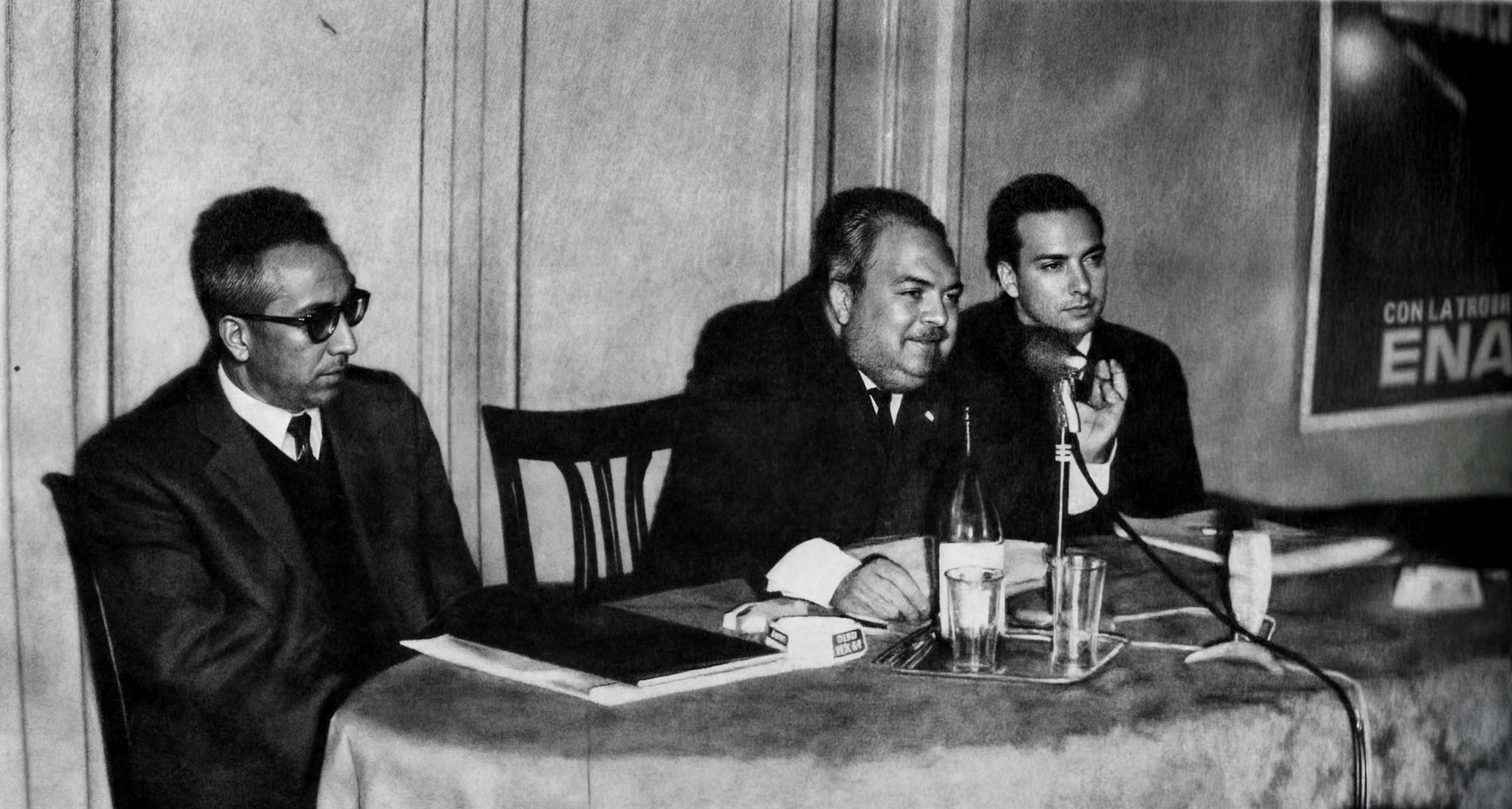
Mastino del Rio presiede un convegno dell'Enal (foto elaborata con AI)

Deputato nella I e II legislatura, fu molto attivo nella resistenza. Venne anche torturato dalle SS nella sede di via Tasso a Roma . Avvocato di professione, operava proprio nella capitale dove morì. A lui è intitolata la Biblioteca della natia Ballao.

## Biografia
Giorgio Maoro Mastino Del Rio nacque a Ballao, in Sardegna, il 3 gennaio 1899, da Francesco e Maria Giuseppa Del Rio. Ultimo di cinque tra fratelli e sorelle, venne al mondo nel piccolo centro del Gerrei per pura coincidenza, essendosi lì trasferita la famiglia a causa del lavoro di suo padre Francesco, impiegato nella costruzione delle strade.
Nel 1923 sposò Maria Capra e si trasferì a Roma. Qui iniziò la carriera forense, essendosi già laureato a Cagliari in Giurisprudenza, esordendo alla Corte d’Assise come avvocato di parte civile nel processo contro le Guardie Regie che a Modena, agli ordini del commissario di P.S. Cammeo, avevano provocato una strage sparando contro la folla nel corso di una manifestazione di piazza.
Sotto il fascismo, a grande fama ormai raggiunta – soprattutto in virtù del suo ruolo di difensore di Tito Carruccio nel processo detto “Degli Spiriti”- diede vita insieme ad altri avvocati al Comitato Forense di Agitazione, che operava in clandestinità attraverso varie forme di boicottaggio e il gratuito patrocinio degli oppositori al regime. Dopo l'Armistizio del 1943 divenne pienamente operativo nella Resistenza romana, attivandosi sia nella Commissione Sindacale per il patto d’unità tra comunisti e socialisti, alla quale partecipano tra gli altri anche Gronchi e Di Vittorio, sia nel gruppo d’azione di Emilio Lussu e Pilo Albertelli. Il gruppo gestiva un deposito d'armi, assicurava le comunicazioni radio con gli Alleati e pianificava e portava a termine azioni militari contro gli occupanti. Azioni che più avanti procurarono all'avvocato una Medaglia d'Argento al valor militare "sul campo", per aver portato a compimento, "con ogni mezzo e con alto rendimento, numerose e pericolose azioni di guerra, riuscendo a minare efficacemente il potenziale bellico del nemico".
Negli anni dell'occupazione nazista Mastino del Rio, secondo la rivista Lettera ai compagni fondata da Ferruccio Parri, diresse insieme al colonnello Vincenzo Toschi la banda partigiana dei Sette Comuni che nei primi mesi del '44  arrestò un convoglio ferroviario tedesco, eliminò i soldati di scorta e salvò un gruppo di militari italiani dalla deportazione in Germania. Nello stesso periodo fece inoltre parte, insieme ad Emilio Lussu, del Comitato di Liberazione Nazionale, costituito dai rappresentanti dei diversi partiti antifascisti. Mastino, in quest'ultimo organismo, era uno dei rappresentanti della Democrazia Cristiana. 
Il 12 marzo 1944, pochi giorni dopo l’arresto di suo figlio Francesco, che appena diciottenne venne rinchiuso a Regina Coeli, subì l’irruzione di una squadra di SS comandata da Erik Priebke, che lo tradusse nella famigerata Hausgefängnis di via Tasso, la "casa-prigione" adiacente alla caserma della Polizia di Sicurezza  (Sipo) e della Gestapo comandata da Herbert Kappler. Qui venne interrogato e torturato da Herbert Kappler, dal capitano Schultz (poi resosi irreperibile dopo la guerra) e da altri gendarmi, affinché confessasse di intrattenere rapporti con persone già sospettate di appartenere alla Resistenza. Ma Mastino del Rio (che secondo la testimonianza scritta del militante anarchico Manlio Gelsomini, poi perito nell'eccidio delle Fosse Ardeatine, era "completamente scassato" e perdeva sangue dalla testa, dalla bocca e dalle orecchie), resistette alle torture e non parlò. Né tantomeno confessò di conoscere il nascondiglio segreto dell'uomo maggiormente ricercato dai nazisti a Roma, quell' Emilio Lussu che durante la prigionia di Mastino del Rio rifiutò ostinatamente di cambiare rifugio e poi raccontò di essere stato sicuro che "...Giorgio non avrebbe parlato, se l’avesse fatto avrei preferito morire anche io».
Una volta scarcerato Giorgio Mastino del Rio continuò ad operare nella Resistenza romana e non ebbe alcuna remora a considerare l'azione  di Via Rasella, messa in atto dai Gruppi di Azione Patriottica (GAP), unità partigiane comuniste, un valido e importantissimo attacco strategico contro il nemico, poiché costrinse l'Alto Comando tedesco a deviare da Roma il transito delle truppe e i rifornimenti.

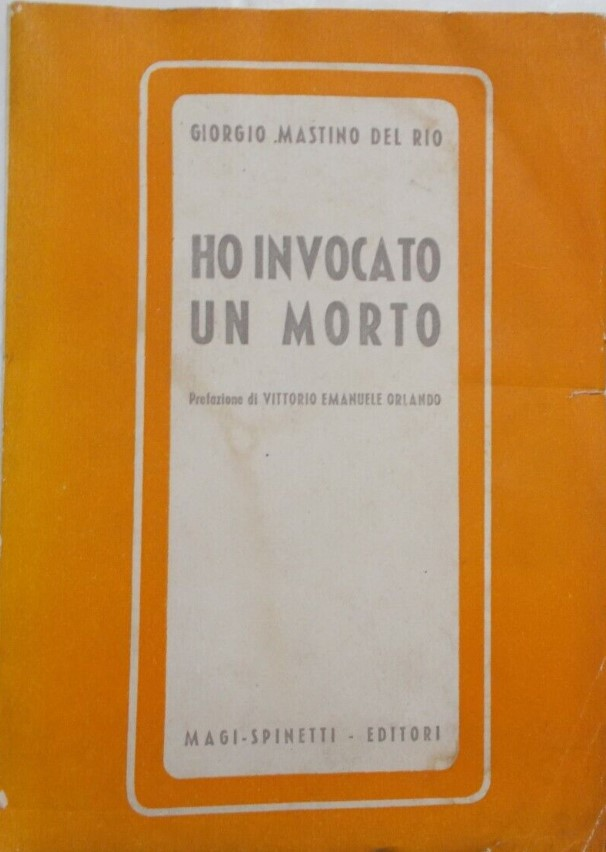

Dopo la Liberazione Giorgio Mastino del Rio - mentre suo fratello Gesumino Mastino del Rio, anche lui avvocato, entrava a far parte della Costituente - venne eletto alla Camera dei Deputati per due Legislature, la I e la II, nel gruppo della Democrazia Cristiana. Carriera politica che terminò nel 1958,  forse, secondo la ricercatrice Emanuela Locci dell'Università di Cagliari, a  causa  di  dissidi  con  Giulio  Andreotti.
Negli anni della militanza politica Mastino del Rio scrisse anche un inno della Democrazia Cristiana (al quale venne però preferito quello del sacerdote Dario Flori, già inno del Partito Popolare di Don Sturzo, denominato O Bianco Fiore). 
Questo il testo dell'inno scritto da Giorgio Mastino del Rio: Brilla il sole immacolato / Dopo l’odio e la vendetta / Il vessil bianco-crociato / Or garrisce sulla vetta / Dopo il membo e la bufera / Ride il ciel, la terra e il mar / Torna al mondo primavera / Torna gli uomini ad amar / Son fratelli oltre la morte / E la fiamma dell’aurora / Nuova vita e nuova sorte / Dalla croce che si infiamma / Al lavoro sia giustizia / Alla patria dignità / Ai dolenti sia letizia / E sia per tutti libertà.
Mastino del Rio riprese inoltre, dopo la fine del conflitto mondiale, la sua attività forense. Distinguendosi in alcuni celebri processi, come quello al Generale Graziani, ai reduci italiani internati nei campi di concentramento russi e ai manifestanti socialisti  e comunisti arrestati nei moti antifascisti di Genova. Assunse inoltre il patrocinio dei familiari dei minatori che morirono nel disastro di Marcinelle in  Belgio, riuscendo a far capovolgere presso la Corte d’Appello di Bruxelles la prima sentenza, che aveva assolto la compagnia mineraria da qualsiasi responsabilità.
Dopo il primo di una serie di articoli pubblicati tra il 1996 e  il 1997 sull'Unione Sarda dal giornalista Alberto Melis, pronipote di Giorgio Mastino del Rio, il libro di memorie pubblicato dall'avvocato nel 1948, Ho invocato un morto, ricordi di via Tasso (Roma, Magi Spinetti editore, 1948), fondato sull'esperienza carceraria nelle mani dei nazisti, venne assunto agli atti del processo contro il carnefice nazionalsocialista Erich Priebke, imputato anche per l'eccidio delle Fosse Ardeatine, che si svolgeva in quei mesi a Roma. Melis inviò infatti a Giovanni Gigliozzi, presidente dell'Anfim (l'Associazione dei martiri caduti sotto il nazifascismo costituitasi parte civile al processo), una copia del libro, ponendo poi Gigliozzi in contatto con Luisa Mastino, figlia di Giorgio, che assistette al suo arresto all'età di tredici anni. Luisa Mastino venne così chiamata a testimoniare contro l'uomo che nel 1944 aveva condotto suo padre in via Tasso, contribuendo in modo determinante alla sua condanna.
La figura di Giorgio Mastino del Rio è stata, a partire da quel momento, riscoperta e valorizzata anche nel suo paese di origine, Ballao, in Sardegna. Prima con un convegno promosso nel 1998 dall'allora sindaco Francesco Manca, e con l'intitolazione a suo nome della Biblioteca comunale. Quindi, per volontà dell'amministrazione guidata da Gian Franco Frongia, con la posa di una lapide, e, più recentemente, con l'intitolazione di una via e la ristampa del libro di memorie Ho invocato un morto, insieme agli atti dell'ultimo Convegno tenutosi nel 2022.